# پرواز شماره ۲۰۲ پان امریکن
پرواز شماره ۲۰۲ پان امریکن (به انگلیسی: Pan Am Flight 202) یک پرواز پان امریکن از بوئنوس آیرس به مقصد نیویورک بود که در آن ۴۱ مسافر و ۹ خدمه حضور داشتند، در تاریخ ۲۹ آوریل ۱۹۵۲ در برزیل دچار سانحه شد و ۵۰ نفر جان باختند.